# Laísmo

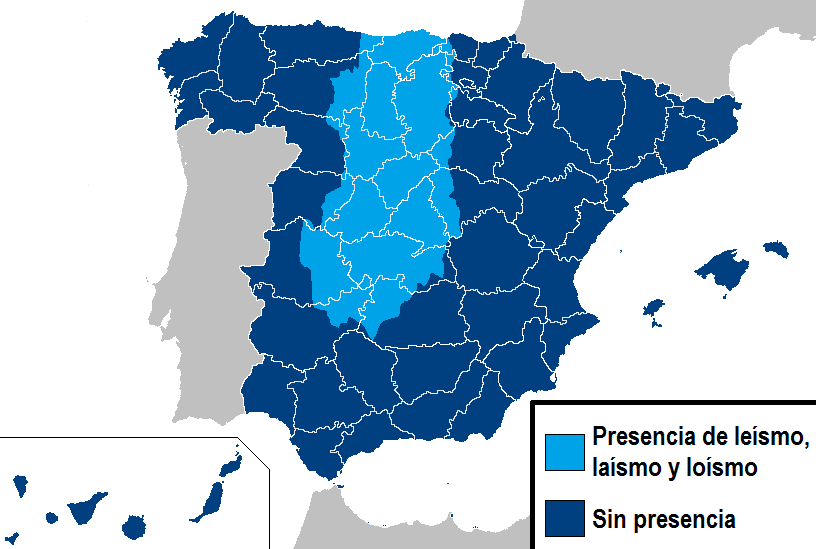
Presencia de leísmo, laísmo y loísmo.

El laísmo es, en castellano, el uso de los pronombres personales de objeto directo femenino «la» y «las» como objeto indirecto para referentes femeninos, en lugar de las formas estándar «le» y «les». La Real Academia Española, desde una perspectiva prescriptivista, afirma que el laísmo es impropio y que no correspondería a la "norma culta" del español estándar.
Es bastante común en ciertos dialectos del español del centro y centro-norte de España, como el castellano de Madrid.

## Origen
La lengua castellana mantiene en su gramática la antigua declinación latina y el uso de los casos latinos en los pronombres personales. En la evolución temprana del castellano producida durante la Edad Media, apareció una cierta tendencia que promovía la eliminación total de los casos latinos. Las variantes laístas derivan de aquella tendencia, neutralizando la diferencia entre acusativo (complemento directo) y dativo (complemento indirecto) en favor de la distinción de género.
El laísmo, de forma similar a otros fenómenos relacionados con el uso no etimológico de los pronombres átonos de tercera persona, como el leísmo y el loísmo, surge en Castilla durante la Edad Media. En el siglo XIII, se produce la reconquista de casi toda Andalucía, pero este fenómeno lingüístico no logró extenderse en la variedad del castellano andaluz y, por ello, tampoco pudo calar en el español atlántico de Canarias e Hispanoamérica durante la colonización del Nuevo Mundo.

## Uso normativo
El laísmo se define como el uso de la y las en función de complemento (objeto) indirecto; cuando el referente es femenino, en vez del le y les usado en las variedades no laístas. Así en áreas laístas son comunes formas como:
la dolía la cabeza (variedad laísta) ('[a ella] le dolía la cabeza') -> En este caso [a ella] es complemento indirecto y la cabeza es sujeto.
las dolía la cabeza (variedad laísta) ('[a ellas] les dolía la cabeza')
Un caso más interesante es la diferente interpretación que puede hacerse de ciertas oraciones en variedades laístas y no laístas, así en un área laísta, una oración como:
La pegué
al ser oído por un hablante de una variedad no laísta el pronombre es interpretado como 'una cosa' referida fue pegada (con un adhesivo); y no «golpeada», que es lo que el «laísta» quería decir.
El le indirecto es ambiguo; para quitar la ambigüedad se puede utilizar un segundo pronombre con preposición:
Dale un beso, a ella (a él).

## Variedades laístas
- El área propiamente laísta se circunscribe básicamente a la zona central y noroccidental de Castilla.[7]
- El laísmo es frecuente en el dialecto madrileño y otras zonas del centro peninsular. Los verbos con los que aparece más el laísmo son: contar, dar, decir, escribir, gustar, poner, preguntar, quitar, ver.[8]